# División administrativa de Moscú
| Ciudad federal de Moscú, Rusia                                                         | Escudo de Moscú |
| Datos a 1 de julio de 2012:                                                            |                 |
| número de okrugs administrativos municipales (административные округа)                 | 12              |
| número de distritos y asentamientos (районы + поселения)                               | 146             |
| número de formaciones municipales (territorios intramunicipales de una ciudad federal) | 146             |

Mapa de los okrugs administrativos municipales de Moscú:
1. Distrito administrativo Central
2. Distrito Administrativo del Norte
3. Distrito Administrativo del Noreste
4. Distrito Administrativo Oriental
5. Distrito Administrativo del Sureste
6. Distrito Administrativo del Sur
7. Distrito Administrativo del Suroeste
8. Distrito Administrativo Occidental
9. Distrito Administrativo del Noroeste
10. Distrito Administrativo de Zelenogrado
11. Distrito Administrativo de Novomoskovsky
12. Distrito Administrativo de Troitsky

La ciudad federal de Moscú, capital de Rusia, se divide en doce ókrugs administrativos, que son, a su vez, subdivididos en distritos (raiones). La ciudad no cuenta con un centro de ciudad, sino que el centro urbano se encuentra disperso por toda la ciudad. Las áreas de negocios más importantes son los distritos de Tverskói, Arbat y Présnenski (sede del futuro complejo Moscú City) al este. El Distrito Administrativo Central en su conjunto tiene una gran concentración de empresas. El Ayuntamiento y los principales edificios de la administración se encuentran en el distrito de Tverskói (sede del Kremlin de Moscú). En el Distrito Administrativo occidental se encuentran la Universidad Estatal de Moscú, la colina de los Gorriones y los estudios de cine Mosfilm. La población total de la ciudad federal de Moscú era de 11 503 501 habitantes según el censo de 2010.
Mientras los okrugs administrativos son una subdivisión de la administración estatal, los distritos tienen la condición de formaciones municipales, es decir, entidades autónomas locales.
Una parte del territorio del Óblast de Moscú, incluyendo las ciudades de Troitsk, Moskovsky y Shcherbinka, así como partes de los territorios de los distritos de Leninsky, Naro-Fominsky y Podolsky fueron trasladados a Moscú el 1 de julio de 2012. Los nuevos territorios se organizan en dos nuevos okrugs administrativos, Novomoskovsky y Troitsky.

## Ciudad deZelenogrado
| Nombre                                                     | Población | Imágenes |
| ---------------------------------------------------------- | --------- | -------- |
| Ciudad de Zelenogrado (город Зеленоград, Górod Zelenograd) | 215 727   |          |
| Distritos bajo la jurisdicción del ókrug administrativo:   |           |          |
| Kriukovo (Крюково)                                         | 73 481    |          |
| Mátushkino-Saviolki (Матушкино-Савёлки)                    | 71 859    |          |
| Panfílovsky (Панфиловский)                                 | 70 387    |          |

## Distrito Administrativo del Norte
| Nombre                                                                                             | Población | Imágenes |
| -------------------------------------------------------------------------------------------------- | --------- | -------- |
| Distrito Administrativo del Norte (Северный административный округ, Séverny administrativny ókrug) | 1 112 846 |          |
| Distritos bajo la jurisdicción del ókrug administrativo:                                           |           |          |
| Aeropuerto (Аэропорт)                                                                              | 74 775    |          |
| Begovoy (Беговой)                                                                                  | 44 385    |          |
| Beskúdnikovsky (Бескудниковский)                                                                   | 74 790    |          |
| Dmítrovsky (Дмитровский)                                                                           | 88 931    |          |
| Golovinsky (Головинский)                                                                           | 102 160   |          |
| Joroshovsky (Хорошевский)                                                                          | 55 949    |          |
| Jóvrino (Ховрино)                                                                                  | 79 092    |          |
| Kóptevo (Коптево)                                                                                  | 97 989    |          |
| Levoberezhny (Левобережный)                                                                        | 51 309    |          |
| Molzhanínovsky (Молжаниновский)                                                                    | 2 929     |          |
| Saviólovsky (Савёловский)                                                                          | 57 814    |          |
| Sókol (Сокол)                                                                                      | 57 317    |          |
| Timiriázevsky (Тимирязевский)                                                                      | 84 098    |          |
| Vostóchnoye Degúnino (Восточное Дегунино)                                                          | 97 083    |          |
| Vóikovsky (Войковский)                                                                             | 67 470    |          |
| Západnoye Degúnino (Западное Дегунино)                                                             | 76 756    |          |

## Distrito Administrativo del Noreste
| Nombre | Población | Imágenes |
| --- | --------- | -------- |
| Distrito Administrativo del Noreste (Северо-Восточный административный округ, Sévero-Vostochny administrativny ókrug) | 1 240 062 |          |
| Distritos bajo la jurisdicción del ókrug administrativo:                                                              |           |          |
| Alexéyevsky (Алексеевский)                                                                                            | 73 429    |          |
| Altúfievsky (Алтуфьевский)                                                                                            | 50 091    |          |
| Bábushkinsky (Бабушкинский)                                                                                           | 77 491    |          |
| Bíbirevo (Бибирево)                                                                                                   | 151 334   |          |
| Butyrsky (Бутырский)                                                                                                  | 60 922    |          |
| Lianózovo (Лианозово)                                                                                                 | 76 465    |          |
| Losinoostrovsky (Лосиноостровский)                                                                                    | 72 640    |          |
| Márfino (Марфино) | 23 971    |          |
| Máriina Roshcha (Марьина Роща)                                                                                        | 60 194    |          |
| Ostánkinsky (Останкинский)                                                                                            | 57 707    |          |
| Otrádnoye (Отрадное)                                                                                                  | 168 972   |          |
| Rostókino (Ростокино)                                                                                                 | 35 134    |          |
| Sévernoye Medvédkovo (Северное Медведково)                                                                            | 111 804   |          |
| Séverny (Северный) | 9 629     |          |
| Svíblovo (Свиблово)                                                                                                   | 52 824    |          |
| Yaroslavsky (Ярославский)                                                                                             | 84 739    |          |
| Yúzhnoye Medvédkovo (Южное Медведково)                                                                                | 72 716    |          |

## Distrito Administrativo del Noroeste
| Nombre | Población | Imágenes |
| --- | --------- | -------- |
| Distrito Administrativo del Noroeste (Северо-Западный административный округ, Sévero-Západny administrativny ókrug) | 779 965   |          |
| Distritos bajo la jurisdicción del ókrug administrativo:                                                            |           |          |
| Joroshóvo-Mnióvniki (Хорошёво-Мнёвники)                                                                             | 146 968   |          |
| Kúrkino (Куркино)                                                                                                   | 2 339     |          |
| Mítino (Митино) | 138 371   |          |
| Pokróvskoye-Stréshnevo (Покровское-Стрешнево)                                                                       | 46 707    |          |
| Sévernoye Túshino (Северное Тушино)                                                                                 | 138 533   |          |
| Shchúkino (Щукино)                                                                                                  | 89 454    |          |
| Stroguinó (Строгино)                                                                                                | 124 149   |          |
| Yúzhnoye Túshino (Южное Тушино)                                                                                     | 93 444    |          |

## Distrito Administrativo Central
| Nombre                                                                                                 | Población             | Imágenes |
| --- | --------------------- | -------- |
| Distrito Administrativo Central (Центральный административный округ, Tsentralny administrativny ókrug) | 701 353               |          |
| Distritos bajo la jurisdicción del ókrug administrativo:                                               |                       |          |
| Arbat (Арбат)                                                                                          | 25 699                |          |
| Basmanny (Басманный)                                                                                   | 100 899               |          |
| Jamóvniki (Хамовники)                                                                                  | 97 110                |          |
| Kitái-Górod (Китай-Город)                                                                              | did not exist in 2002 |          |
| Krasnoselsky (Красносельский)                                                                          | 45 229                |          |
| Meshchansky (Мещанский)                                                                                | 56 077                |          |
| Présnensky (Пресненский)                                                                               | 116 979               |          |
| Tagansky (Таганский)                                                                                   | 109 993               |          |
| Tverskoy (Тверской)                                                                                    | 75 955                |          |
| Yakimanka (Якиманка)                                                                                   | 22 822                |          |
| Zamoskvorechie (Замоскворечье)                                                                         | 50 590                |          |

## Distrito Administrativo Oriental
| Nombre                                                                                               | Población | Imágenes |
| --- | --------- | -------- |
| Distrito Administrativo Oriental (Восточный административный округ, Vostochny administrativny ókrug) | 1 394 497 |          |
| Distritos bajo la jurisdicción del ókrug administrativo:                                             |           |          |
| Bogoródskoye (Богородское)                                                                           | 98 602    |          |
| Goliánovo (Гольяново)                                                                                | 159 147   |          |
| Ivánovskoye (Ивановское)                                                                             | 127 905   |          |
| Izmáilovo (Измайлово)                                                                                | 110 099   |          |
| Kosinó-Ujtomsky (Косино-Ухтомский)                                                                   | 16 917    |          |
| Metrogorodok (Метрогородок)                                                                          | 37 283    |          |
| Novogiréyevo (Новогиреево)                                                                           | 95 183    |          |
| Novokosinó (Новокосино)                                                                              | 97 927    |          |
| Peróvo (Перово)                                                                                      | 135 095   |          |
| Preobrazhénskoye (Преображенское)                                                                    | 80 827    |          |
| Sévernoye Izmáilovo (Северное Измайлово)                                                             | 80 785    |          |
| Sokolínaya Gorá (Соколиная Гора)                                                                     | 85 056    |          |
| Sokólniki (Сокольники)                                                                               | 54 975    |          |
| Veshniakí (Вешняки)                                                                                  | 126 546   |          |
| Vostóchnoye Izmáilovo (Восточное Измайлово)                                                          | 75 450    |          |
| poblado de Vostochny (посёлок Восточный)                                                             | 12 700    |          |

## Distrito Administrativo del Sur
| Nombre                                                                                       | Población | Imágenes |
| -------------------------------------------------------------------------------------------- | --------- | -------- |
| Distrito Administrativo del Sur (Южный административный округ, Yuzhny administrativny ókrug) | 1 593 065 |          |
| Distritos bajo la jurisdicción del ókrug administrativo:                                     |           |          |
| Biriuliovo Vostóchnoye (Бирюлёво Восточное)                                                  | 129 700   |          |
| Biriuliovo Západnoye (Бирюлёво Западное)                                                     | 83 303    |          |
| Bratéyevo (Братеево)                                                                         | 94 644    |          |
| Chertánovo Sévernoye (Чертаново Северное)                                                    | 104 613   |          |
| Chertánovo Tsentrálnoye (Чертаново Центральное)                                              | 104 042   |          |
| Chertánovo Yúzhnoye (Чертаново Южное)                                                        | 133 008   |          |
| Danílovsky (Даниловский)                                                                     | 90 265    |          |
| Donskoy (Донской)                                                                            | 45 477    |          |
| Moskvorechie-Sabúrovo (Москворечье-Сабурово)                                                 | 67 257    |          |
| Nagátino-Sadóvniki (Нагатино-Садовники)                                                      | 69 031    |          |
| Nagátinsky Zatón (Нагатинский Затон)                                                         | 105 948   |          |
| Nagorny (Нагорный)                                                                           | 69 535    |          |
| Oréjovo-Borísovo Sévernoye (Орехово-Борисово Северное)                                       | 121 402   |          |
| Oréjovo-Borísovo Yúzhnoye (Орехово-Борисово Южное)                                           | 137 965   |          |
| Tsarítsyno (Царицыно)                                                                        | 115 708   |          |
| Ziáblikovo (Зябликово)                                                                       | 121 197   |          |

## Distrito Administrativo del Sureste
| Nombre | Población | Imágenes |
| --- | --------- | -------- |
| Distrito Administrativo del Sureste (Юго-Восточный административный округ, Yugo-Vostochny administrativny ókrug) | 1 116 924 |          |
| Distritos bajo la jurisdicción del ókrug administrativo:                                                         |           |          |
| Kapotña (Капотня)                                                                                                | 27 828    |          |
| Kuzminki (Кузьминки)                                                                                             | 122 951   |          |
| Lefórtovo (Лефортово)                                                                                            | 87 560    |          |
| Liublinó (Люблино)                                                                                               | 132 331   |          |
| Máriino (Марьино)                                                                                                | 206 388   |          |
| poblado de Nekrásovka (посёлок Некрасовка)                                                                       | 7 803     |          |
| Nizhegorodsky (Нижегородский)                                                                                    | 38 756    |          |
| Pechátniki (Печатники)                                                                                           | 71 383    |          |
| Riazansky (Рязанский)                                                                                            | 89 270    |          |
| Tekstílshchiki (Текстильщики)                                                                                    | 87 849    |          |
| Výjino-Zhulióbino (Выхино-Жулёбино)                                                                              | 184 749   |          |
| Yuzhnoportovy (Южнопортовый)                                                                                     | 60 056    |          |

## Distrito Administrativo del Suroeste
| Nombre | Población | Imágenes |
| --- | --------- | -------- |
| Distrito Administrativo del Suroeste (Юго-Западный административный округ, Yugo-Západny administrativny ókrug) | 1 179 211 |          |
| Distritos bajo la jurisdicción del ókrug administrativo:                                                       |           |          |
| Akademíchesky (Академический)                                                                                  | 96 172    |          |
| Cheriómushki (Черёмушки)                                                                                       | 89 264    |          |
| Gagárinsky (Гагаринский)                                                                                       | 72 072    |          |
| Konkovo (Коньково)                                                                                             | 138 757   |          |
| Kotlovka (Котловка)                                                                                            | 58 666    |          |
| Lomonósovsky (Ломоносовский)                                                                                   | 81 851    |          |
| Óbruchevsky (Обручевский)                                                                                      | 63 484    |          |
| Sévernoye Bútovo (Северное Бутово)                                                                             | 75 045    |          |
| Tioply Stan (Тёплый Стан)                                                                                      | 112 733   |          |
| Yásenevo (Ясенево)                                                                                             | 174 236   |          |
| Yúzhnoye Bútovo (Южное Бутово)                                                                                 | 105 212   |          |
| Ziúzino (Зюзино)                                                                                               | 111 719   |          |

## Ókrug Administrativo Occidental
| Nombre                                                                                              | Población | Imágenes |
| --------------------------------------------------------------------------------------------------- | --------- | -------- |
| Distrito Administrativo Occidental (Западный административный округ, Západny administrativny ókrug) | 1 049 104 |          |
| Distritos bajo la jurisdicción del ókrug administrativo:                                            |           |          |
| Dorogomílovo (Дорогомилово)                                                                         | 59 732    |          |
| Filiovsky (Филёвский Парк)                                                                          | 66 775    |          |
| Filí-Davýdkovo (Фили-Давыдково)                                                                     | 92 965    |          |
| Krylátskoye (Крылатское)                                                                            | 76 261    |          |
| Kúntsevo (Кунцево)                                                                                  | 125 100   |          |
| Mozhaisky (Можайский)                                                                               | 109 248   |          |
| Novo-Peredélkino (Ново-Переделкино)                                                                 | 86 755    |          |
| Ochákovo-Matvéyevskoye (Очаково-Матвеевское)                                                        | 90 576    |          |
| Prospekt Vernádskogo (Проспект Вернандского)                                                        | 56 564    |          |
| Rámenki (Раменки)                                                                                   | 101 485   |          |
| Sólntsevo (Солнцево)                                                                                | 85 642    |          |
| Tropariovo-Nikúlino (Тропарёво-Никулино)                                                            | 77 901    |          |
| poblado de Vnúkovo (посёлок Внуково)                                                                | 20 100    |          |

## Ókrug Administrativo de Novomoskovsky
| Nombre | Población | Imágenes |
| --- | --------- | -------- |
| Distrito Administrativo de Novomoskovsky (Новомосковский административный округ, Novomoskovsky administrativny okrug) | 113 569   |          |
| Asentamientos bajo la jurisdicción del ókrug administrativo:                                                          |           |          |
| Asentamiento de Vnukovskoye (Поселение Внуковское)                                                                    |           |          |
| Asentamiento de Voskresenskoye (Поселение Воскресенское)                                                              |           |          |
| Asentamiento de Desyonovskoye (Поселение Десёновское)                                                                 |           |          |
| Asentamiento de Kokoshkino (Поселение Кокошкино)                                                                      |           |          |
| Asentamiento de Marushkinskoye (Поселение Марушкинское)                                                               |           |          |
| Asentamiento de Moskovsky (Поселение Московский)                                                                      |           |          |
| Asentamiento de Mosrentgen (Поселение Мосрентген)                                                                     |           |          |
| Asentamiento de Ryazanovskoye (Поселение Рязановское)                                                                 |           |          |
| Asentamiento de Sosenskoye (Поселение Сосенское)                                                                      |           |          |
| Asentamiento de Filimonkovskoye (Поселение Филимонковское)                                                            |           |          |
| Shcherbinka (Щербинка)                                                                                                |           |          |

## Ókrug Administrativo de Troitsky
| Nombre                                                                                                | Población | Imágenes |
| --- | --------- | -------- |
| Distrito Administrativo de Troitsky (Троицкий административный округ, Troitsky administrativny okrug) | 86 752    |          |
| Asentamientos bajo la jurisdicción del ókrug administrativo:                                          |           |          |
| Asentamiento de Voronovskoye (Поселение Вороновское)                                                  |           |          |
| Asentamiento de Kiyevsky (Поселение Киевский)                                                         |           |          |
| Asentamiento de Klenovskoye (Поселение Клёновское)                                                    |           |          |
| Asentamiento de Krasnopakhorskoye (Поселение Краснопахорское)                                         |           |          |
| Asentamiento de Mikhaylovo-Yartsevskoye (Поселение Михайлово-Ярцевское)                               |           |          |
| Asentamiento de Novofyodorovskoye (Поселение Новофёдоровское)                                         |           |          |
| Asentamiento de Pervomayskoye (Поселение Первомайское)                                                |           |          |
| Asentamiento de Rogovskoye (Поселение Роговское)                                                      |           |          |
| Asentamiento de Troitsky (Поселение Троицк)                                                           |           |          |
| Asentamiento de Shchapovskoye (Поселение Щаповское)                                                   |           |          |

## Territorios especiales
Las antiguas unidades territoriales con estatus especial (del ruso: Территориальная единица с особым статусом), en ruso: ТЕОС en 1995/1999-2002, eran equivalentes a distritos:
- Parque Bitsevsky
- Parque Izmailovsky
- Losiny Ostrov
- Parque Sokolniki
- ZIL
- Zelenogradskaya
- Universidad Estatal de Moscú
- Sheremetyevsky
- Centro de ciencia e industria del suroeste
- Vodny Stadion
- Moscú-City
- Kuzminki-Lyublino
- Kitay-Gorod

Todas las unidades territoriales con estatus especial se fusionaron en distritos en 2002.

## Divisiones históricas antes de 1991

Cambios territoriales en 1922-1995

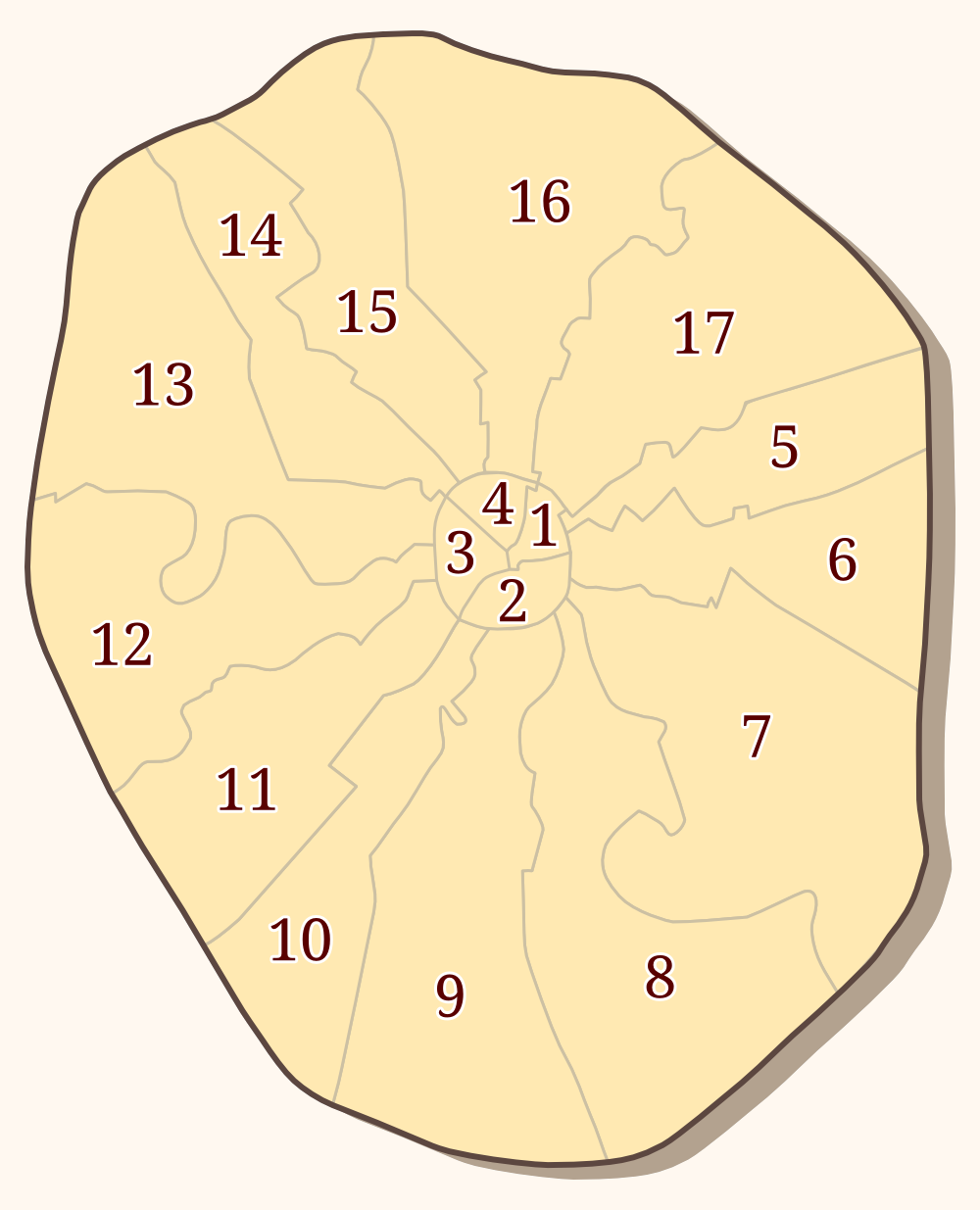
Distritos de Moscú en 1960

### República Socialista Federativa Soviética de Rusia
1917-1920
En 1917 Moscú fue dividida en 8 distritos. En octubre de 1917 fue dividida en 11 distritos.
1920-1936
En 1936 Moscú fue dividida en 7 distritos.
1936-1960
En 1936 Moscú fue dividida en 23 distritos.
1960-1969
En 1960 Moscú fue dividida en 17 distritos.
1969-1991

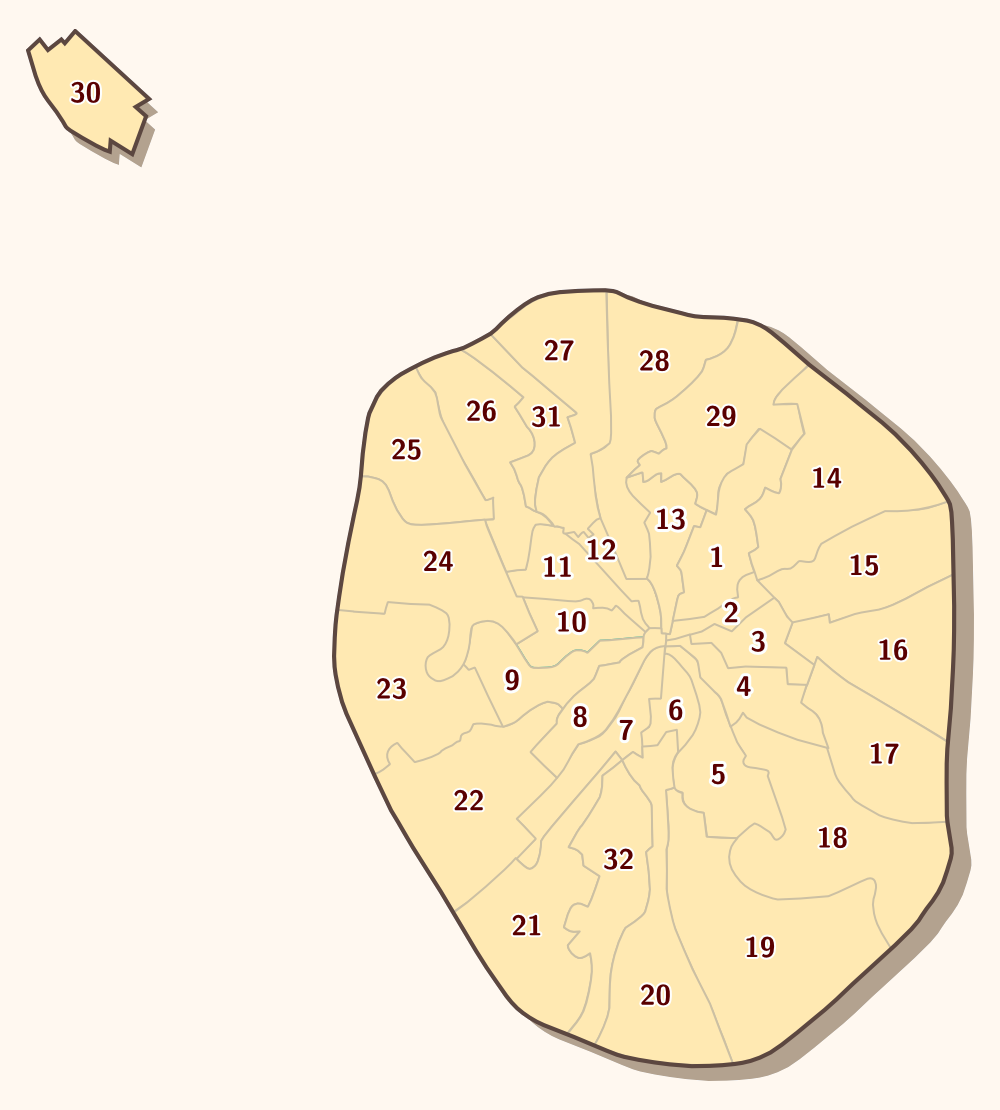
Distritos de Moscú en 1978

En 1969 Moscú fue dividida en 30 distritos:
- Parte central de Moscú

1. Sokolnichesky
2. Baumansky
3. Kalininsky
4. Zhdanovsky
5. Proletarsky
6. Moskvoretsky
7. Oktyabrsky
8. Leninsky
9. Kievsky
10. Krasnopresnensky
11. Frunzensky
12. Sverdlovsky
13. Dzerzhinsky
  - Otros distritos dentro del MKAD
14. Kuibyshevsky
15. Pervomaysky
16. Perovsky
17. Volgogradsky
18. Lublinsky
19. Krasnogvardeysky
20. Sovetsky
21. Cheremushkinsky
22. Gagarinsky
23. Kuntsevsky
24. Khoroshevsky
25. Tushinsky
26. Leningradsky
27. Timiryazevsky
28. Kirovsky
29. Babushkinsky
  - Fuera del MKAD:
30. Zelenogradsky

En 1977 se crearon los distritos de Zheleznodorozhny y Sevastopolsky. Sevastopolsky se separó de los distritos de Sovetsky y Cheryomushkinsky, mientras que Zheleznodorozhny se separó de los de Kirov y Timiryazevsky.
En 1984, una serie de localidades que anteriormente pertenecían al Óblast de Moscú se anexionaron a la capital. En particular, la ciudad de Solntsevo pasó a formar parte de Moscú, y se creó el distrito de Solntsevsky.